# Степовой, Яков Степанович
Я́ков Степа́нович Степово́й (настоящая фамилия Якименко; 8 [20] октября 1883, Харьков — 4 ноября 1921, Киев) — украинский композитор, музыкальный педагог. Брат композитора Ф. С. Акименко.

## Биография
В 1895—1898 годах пел в хоре мальчиков Придворной певческой капеллы, затем до 1902 года учился в классах капеллы (фортепиано, дирижирование). В 1909 году окончил (выпускные экзамены сдал в 1914) Петербургскую консерваторию (класс композиции Н. А. Римского-Корсакова, А. К. Лядова). В 1912—1914 годах публиковал статьи и рецензии в журнале «Музыка» (Москва), «Русской музыкальной газете».
В 1914—1917 годах служил в армии писарем санитарного поезда.
Участвовал в создании Симфонического оркестра им. Н. В. Лысенко, струнного квартета, а также Народной консерватории в Киеве. В 1917—1919 годах преподавал музыкально-теоретические предметы в Киевской консерватории.
С 1919 года заведовал музыкальной секцией Всеукраинского комитета искусств при Наркомпросе Украинской ССР, а также музыкальной частью Украинского музыкально-драматического театра; руководил вокальным ансамблем.
Умер от тифа, похоронен на Байковом кладбище.

## Творчество
Автор произведений для хора, фортепиано; романсов, обработок революционных, а также украинских и русских народных песен

### Избранные произведения
для голоса
- романсы
  - цикл «Барвинки» (на слова украинских поэтов, 1905—1906)
  - «Піснi настрою» («Песни настроения», на слова А. Олеся, 1907—1909)
  - на слова Т. Г. Шевченко, И. Я. Франко, Леси Украинки, М. Ф. Рыльского
- сатирические антирелигиозные песни («Прийшла в церкву стара баба» / «Пришла в церкву стара баба», «На тім світі», а также на слова С. Руданского)
- песни на революционные темы («Каменярi» / «Камнеломы», «Коваль» / «Кузнец», «У долинi село лежить», «Слово» и др.).
- песни для детей
  - «Малым ребятам» (сборник)
  - «Пролижи» («Подснежники»; 3 выпуска)
  - «5 школьных хоров» (сборник)
  - «Кобзарь» (сборник)

для скрипки и фортепиано
- Романс (1912)

для виолончели и фортепиано
- Кантабиле (1912)

для фортепиано
- «Прелюд пам’ятi Шевченка» / «Прелюдия памяти Шевченко»

"Прелюд Бєляеву Виктору Михайловичу" 
Соната (1909)
- Фантазия (1909)
- Два рондо (1910)
- Две сюиты на украинские народные темы
- пьесы